# بخش کویتیلیپی
بخش کویتیلیپی (به اسپانیایی: Departamento Quitilipi) یک منطقهٔ مسکونی در آرژانتین است که در استان چاکو واقع شده‌است. بخش کویتیلیپی ۱٬۵۴۵ کیلومتر مربع مساحت و ۳۲٬۰۸۳ نفر جمعیت دارد.